# Дунайське козацьке військо

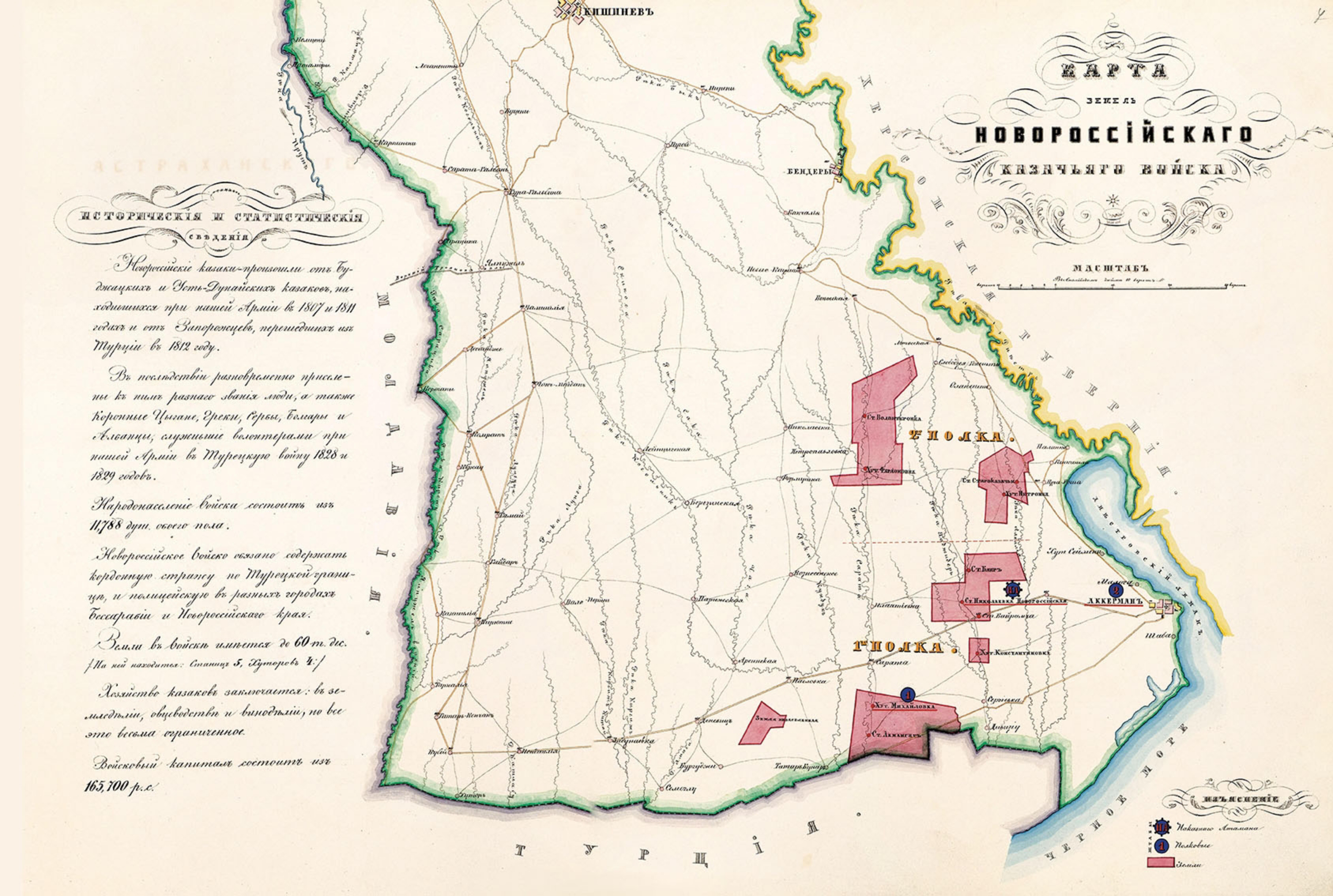
Карта земель Новоросійського козацького війська, 1858

Дунайське козацьке військо — сформоване в 1828 р. на основі козаків колишньої Задунайської Січі та Усть-Дунайського Буджацького козацького війська. Дунайське козацьке військо (в 1856 р. перейменоване в Новоросійське) було ліквідоване в 1868 р., а козаків переведено до цивільного стану.

## Загальний опис
Після знищення Запорізької Січі в 1775 році частина запорізьких козаків пішла до Османської імперії і оселилася на березі Дунаю, між фортецею Рущук і Сілістрією, утворивши нову Січ.
У 1803 році вони перейшли на гирло Дунаю, в урочище Гедерле-Бугаз. Витіснивши російських втікачів-розкольників, що жили там, запорожці влаштували свій кіш, зайнявши по берегу моря до фортеці Аккермана всі місця, зручні для рибної ловлі. Сюди почали збиратися втікачі з різних інших місць, і число осіб, що склали нову Січ, дійшло до 10 000 чоловік. За відзнаку в боях, особливо ж під час упокорення Віддінського бунту, козаки отримали від османського уряду назву яничарів.
У 1806 році, як тільки почалася війна з Османською імперією, дунайські запорожці перейшли на бік Росії, увійшли до складу діючої армії і отримали назву буджацьких або усть-дунайських козаків. Після укладення миру частина їх була зарахована в Чорноморське козацьке військо, a частина, з колишніми при армії волонтерами з сербів, греків і албанців, залишилася в Бессарабії, в Буджацькому степу, оселившись на казенних землях. Під час правління Олександра I особливих правил про устрій Дунайського козацького війська видано не було, і воно знаходилося у віданні цивільної влади, нарівні з селянами.
У 1828 році, під час війни з османами, дунайські козаки, згідно з їхнім бажанням, були перераховані у військове відомство і склали 2 полки: 1 і 2-й Дунайські. Один з них, кінний, призначався для сухопутної служби, a інший, піший, призначався для служби на судах дунайської флотилії. Після закінчення війни полки були наділені землями в Буджацькому степу. Таким чином, склалися нові військові поселення в 3 станицях: Старокозачому, Волонтерівці і Акмангіті. Незабаром до Дунайського війська були зараховані деякі суміжні землі та села.
У 1836 році воно складалося вже з 8 станиць, з населенням понад 7 000 осіб обох статей і з земельним наділом близько 35 000 десятин. Землі цієї для війська було недостатньо, тому в 1839 році до нього були приєднані суміжні землі, що призначалися для користування циган, які були зараховані до війська.
У 1844 році було видано положення про Дунайське козацьке військо. На обов'язок Дунайського війська покладалося утримання кордонної варти і варт на островах Літа, Чемалі, Георгіївському і по лівому березі Дунаю, a також підтримання поліцейського порядку в містах Одесі, Аккермані, Херсоні та Херсонському повіті. Для зовнішньої служби військо зобов'язувалося мати на готовності 2 кінних полки. Начальство над ним, під головним веденням Новоросійського та Бессарабського генерал-губернатора, було ввірене офіцеру регулярних військ. Цей військовий начальник і складена при ньому канцелярія формували полки та завідували військово-поліцейською і господарською частиною війська. Місцеве управління війська складали: наказний отаман, військове правління, комісія військового суду і станичного правління. Поліцейське та господарське правління станиць було ввірене станичним старшинам.

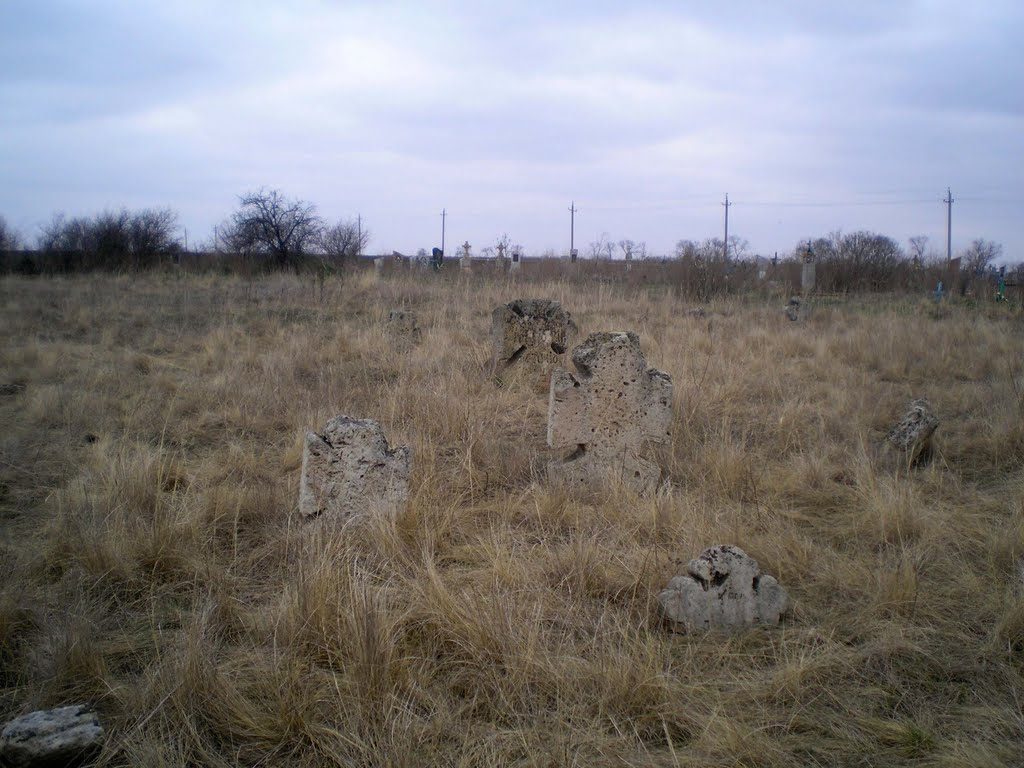
Цвинтар дунайських козаків у селі Вишневе

До 1 січня 1856 року в Дунайському козацькому війську на дійсній службі перебувало 2811 осіб (за списком 2 858). У тому ж році військо було перейменовано в Новоросійське, під якою назвою проіснувало недовго. В силу малоземелля, воно не могло отримати подальшого розвитку шляхом приросту населення; службовий його склад був вкрай нечисленний, і, замість 2 комплектних полків з черговими змінами, військо ледь формувало полк, та й то за допомогою постійної видачі з військового капіталу грошей на бойове спорядження . До того ж, за Паризьким трактатом 1856 року, південна межа Російської Імперії була змінена і частина земель Новоросійського війська відійшла до Молдавії; малоземелля зросло ще більше.
У 1868 році Новоросійське козацьке військо було скасоване, з зарахуванням його штабних і обер-офіцерів і дворян до дворянства Бессарабської області і з наданням їм в повну особисту і потомствену власність садибної землі, що знаходилася в їх володінні. Крім цього, з числа землі в загальному військовому володінні, що входила до юрту станиць і хуторів, було надано у власність: штабс-офіцерам — по 300, обер-офіцерам — по 150 і зауряд-офіцерам — по 75 десятин. Надані війську 2 прапори і Найвища грамота були здані до церкви станиці Волонтерівки, для зберігання на вічні часи, a холодна і вогнепальна зброя — в Бендерський артилерійський склад.